# Velódromo del Estadio Nacional
El Velódromo del Estadio Nacional, oficialmente Velódromo Sergio Tormen Méndez, es un recinto deportivo de ciclismo en pista ubicado en el parque de la Ciudadanía, comuna de Ñuñoa, en la ciudad de Santiago, Chile. Tiene una capacidad para 7500 personas, y la circunferencia menor de la pista denominada como cuerda de medición, es de 333,33 m.
Además, el recinto cuenta con una cancha de balonmano, y se han realizado varios espectáculos artísticos y conciertos en sus dependencias.

## Historia
Reemplazó el peralte que rodeaba a la pista atlética del Coliseo Central, y que fue eliminado para levantar nuevas tribunas con miras al Copa Mundial de Fútbol de 1962.
En la dictadura militar funcionó como centro de tortura e interrogatorio, mientras que el Coliseo Central fue usado como campo de concentración.
Entre los principales eventos realizados se cuentan campeonatos nacionales de pista, campeonatos internacionales y varias llegadas de la etapa final de la Vuelta Ciclista de Chile.
Fue restaurado en varias oportunidades, la última de ellas en 2015, y que incluyó la reparación de la pista, la mejora del entorno y de los camarines. El 31 de abril de 2023, el velódromo fue rebautizado como “Velódromo Sergio Tormen Méndez”, en homenaje al campeón nacional de ciclismo detenido por la dictadura militar el 20 de julio de 1974.